# Fred-René Buljo
Fred-René Øvergård Buljo, även känd som Fred Buljo, född 6 februari 1988 i Kristiansand, är en norsk-samisk rappare, jojkare och musikproducent. Han representerade Norge som en del av gruppen Keiino i Eurovision Song Contest 2019 i Tel Aviv med låten "Spirit in the Sky" som slutade på en sjätteplats med 331 poäng i finalen. 
Utöver Keiino är även Buljo medlem i den samiska rappgruppen Duolva Duottar som han har varit medlem i sedan 2007. Gruppen fick sitt stora genombrott 2008 när de deltog i Norske Talenter där de kom till final.